# Suore del Cuore di Gesù Sacramentato
Le Suore del Cuore di Gesù Sacramentato (in spagnolo Hermanas del Corazón de Jesús Sacramentado) sono un istituto religioso femminile di diritto pontificio: le suore di questa congregazione pospongono al loro nome la sigla H.C.J.S.

## Storia
La congregazione fu fondata da José María Robles Hurtado (1888-1927): già docente di filosofia nel seminario di Guadalajara, nel 1916 fu nominato coadiutore del parroco di Nochistlán ed ebbe l'incarico di restaurare il fatiscente ospedale della cittadina.
Robles Hurtado si servì del piccolo ospedale per dare inizio a una nuova famiglia religiosa e il 29 dicembre 1918, con l'approvazione dell'arcivescovo José Francisco Orozco y Jiménez consegnò l'abito religioso alle prime sette postulanti.
La prima professione dei voti si ebbe il 19 luglio 1923.
Il governo messicano nel 1926 ordinò alle religiose di abbandonare la comunità e rientrare nelle loro famiglie: alcune continuarono segretamente a condurre vita religiosa e per questo la superiora generale e altre 15 suore furono incarcerate; lo stesso fondatore, che aveva continuato clandestinamente il ministero parrocchiale a Tecolotlán, fu scoperto e condannato all'impiccagione.
L'arcivescovo di Guadalajara, con l'autorizzazione della Santa Sede, approvò la congregazione nel 1933.

## Attività e diffusione
Le suore si dedicano all'istruzione e all'educazione cristiana della gioventù, all'assistenza agli ammalati e ad altre opere, in base alle esigenze dei luoghi.
Oltre che in Messico, sono presenti in Angola, in Perù e negli Stati Uniti d'America; la sede generalizia è a Guadalajara.
Alla fine del 2008 la congregazione contava 351 religiose in 60 case.